# The Last Hard Men
The Last Hard Men — студийный альбом 1998 года, супергруппы The Last Hard Men, состоящей из Себастьяна Баха (ех-Skid Row), гитариста Джимми Флемиона (Frogs), Келли Дил (The Breeders) и барабанщика Джимми Чемберлина из The Smashing Pumpkins. Диск был переиздан на Spitfire Records в 2001 году.

## Об альбоме
The Last Hard Men записали полноформатный альбом под одноименным с группой названием, и подписали его на Atlantic Records, которые, в свою очередь, решили затем не издавать его. В 1998 этот диск был издан на Nice Records Келли Дила, однако не принёс никакого успеха и был напечатан очень ограниченным тиражом всего в 1000 копий. Должно быть, он был продан исключительно по почтовым заказам. Впоследствии диск был переиздан на Spitfire Records 4 сентября 2001 года. В настоящее время доступен на Amazon и iTunes.
Группа записала саундтрек к фильму Крик — кавер на Элиса Купера «School’s Out».

## Список композиций

### Версия 1998
Тираж 1000 копий.
1. The Last Hard Men
2. Fucked Over Jesus
3. That Very Night
4. 'Interlude - Sebastian Bach Questions
5. The Most Powerful Man in the World
6. Sleep
7. Baby, I'm King
8. Interlude - Kelley Deal Questions
9. Who Made You Do It
10. "If You Wanna Rock, Go To The Quarry" – 2:31
11. Spider Love
12. I Hate The Way You Walk
13. Interlude - Jimmy Flemion Questions
14. When the Longing Goes Away
15. Candy Comes
16. Play in the Clouds
17. Interlude - Jimmy Chamberlin Questions
18. Satan's in the Manager[sic]
19. Destiny
20. Mail
21. Interlude

### Версия 2001
1. Sebastian Bach Interview
2. Sleep
3. School's Out (Alice Cooper cover)
4. Kelley Deal Interview
5. The Last Hard Men
6. Who Made You Do It?
7. Candy Comes
8. The Most Powerful Man in the World
9. That Very Night
10. Play In The Clouds
11. Satan's in the Manger
12. In Search of the Peace of Mind (Scorpions cover)
13. Fan Mail
14. Jimmy Chamberlin Interview
15. I Enjoy Being a Girl
16. Spider Love
17. When the Longing Goes Away
18. I Hate The Way You Walk
19. Jimmy Flemion Interview
20. If You Want to Rock, Go to the Quarry
21. Baby, I'm King
22. Final Interview
23. Who Made You Do It? (II)